# 梅肯鎮區 (堪薩斯州哈維縣)
梅肯鎮區（英語：Macon Township）為美國堪薩斯州哈維縣轄下的鎮區。2010年美国人口普查中此鎮區人口有531人。

## 地理
梅肯鎮區涵蓋總面積為89.0平方（34.36平方英里），其中陸地面積為89.0平方（34.36平方英里），水域面積為0平方（0.00平方英里）或0.00%。海拔高度431（1,414英尺）。

## 人口統計
根據2010年美國人口普查，梅肯鎮區人口有531人，其中男性有267人，女性有264人，人口密度為每平方公里5.97人，住房計196戶。鎮區內的白人有503人，非裔美國人有8人，美洲原住民有0人，亞裔美國人有0人，太平洋島裔美國人有1人，其他種族有17人，混血種族則有2人。此外鎮區內有23人為西班牙裔或拉丁裔美國人。此鎮區之年齡中位數為43.5歲，而男性年齡中位數為42.8歲，女性年齡中位數為44.0歲。

## 交通

### 主要公路
- 50號美國國道